# سیاست زیست‌محیطی فراملی
سیاست زیست‌محیطی فراملی (به انگلیسی: Transnational environmental policy)، سیاست‌هایی برای تلاش برای مقابله با مسائل زیست‌محیطی جهانی مانند تغییر آب و هوا، کاهش ازون یا آلودگی دریایی هستند. سیاست‌های زیست‌محیطی زمانی فراملی هستند که شامل کنشگرانی از حداقل دو کشور مستقل باشند. در زمان ۲۰۱۸، بیش از ۱۸۰۰ توافق‌نامه زیست‌محیطی دوجانبه در حال اجرا بود.